# Bertram Thomas
Pour les articles homonymes, voir Thomas.
Bertram Thomas, né le 13 juin 1892 à Pill, près de Bristol au Royaume-Uni et mort dans sa maison natale le 27 décembre 1950, est un diplomate et explorateur britannique. Il est notamment connu pour être le premier Occidental à traverser le Rub al-Khali, vaste désert du sud-est de la péninsule arabique.

## Biographie
Né dans le Somerset le 13 juin 1892 et étudiant au Trinity College de Cambridge, il participe à la Première Guerre mondiale en Belgique puis en Mésopotamie de 1916 à 1918. 
De 1918 à 1931, il explore de vastes parties inconnues entre l'Al Ma`adir et le Yémen jusqu'à l'Oman et du Nedjed à l'Hadramaout.
Il occupe différents postes pour son gouvernement dans plusieurs régions du Moyen-Orient dans les années 1920, 1930 et 1940. C'est alors qu'il occupe la fonction de ministre des Finances et vizir de Taïmur ibn Faïsal, sultan de Mascate et Oman, qu'il entreprend la traversée du Rub al-Khali de 1930 à 1931, expérience de laquelle il rédigera le récit de voyage Arabia Felix.
Après être posté au Middle East Centre for Arab Studies à Jérusalem durant la Seconde Guerre mondiale, il retourne au Royaume-Uni où il meurt le 27 décembre 1950.

## Postérité
Deux espèces de reptiles d'Oman, Platyceps thomasi et Uromastyx thomasi, sont nommées en son honneur.
Il est membre de l'ordre de l'Empire britannique en 1920 et de l'ordre de Saint-Michel et Saint-Georges en 1949. Il reçoit à titre posthume la médaille Livingstone de la Royal Scottish Geographical Society en 1962 pour son travail de connaissance de la géographie physique et humaine de l'Arabie.